# Syntormon rhodani
Syntormon rhodani är en tvåvingeart som beskrevs av Vaillant 1983. Syntormon rhodani ingår i släktet Syntormon och familjen styltflugor.
Artens utbredningsområde är Frankrike. Inga underarter finns listade i Catalogue of Life.